# Hauptbad Essen

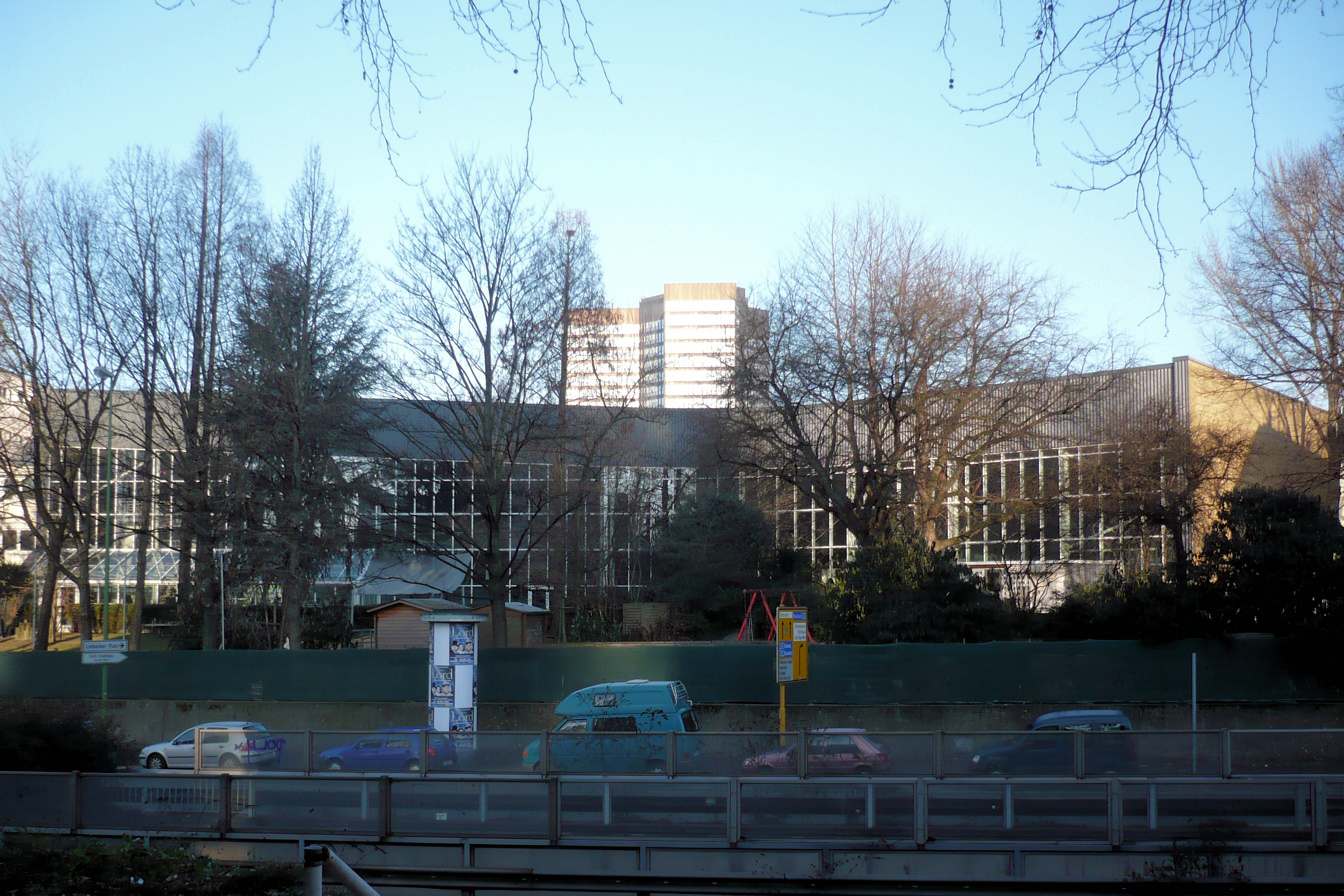
Hauptbad Essen

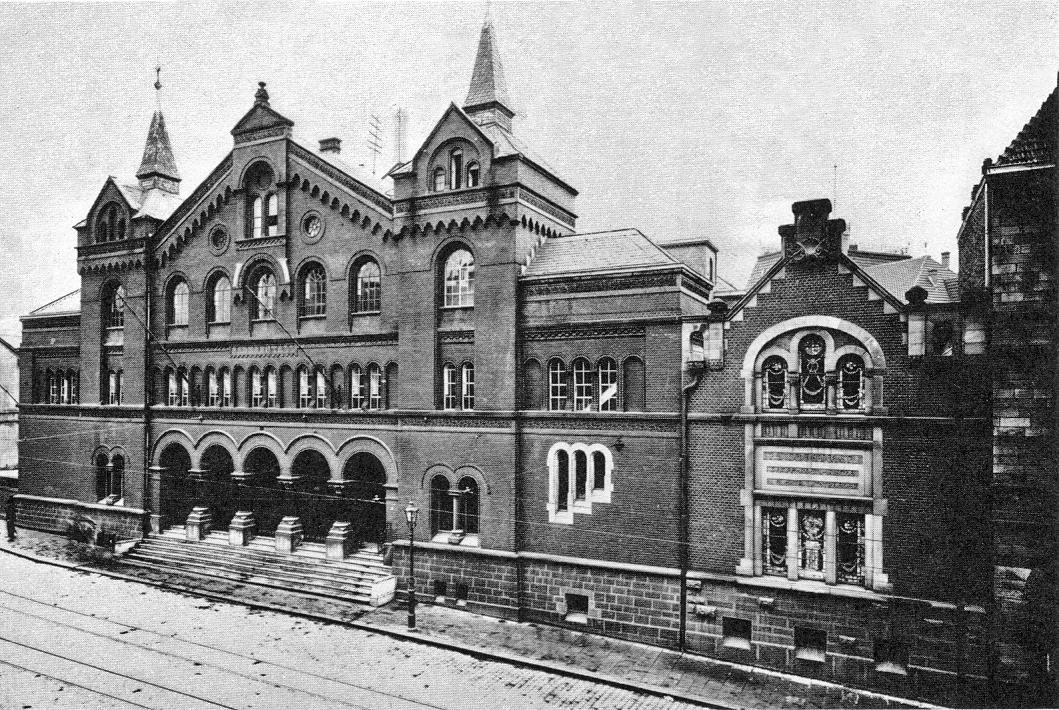
Vorgängerbad, 1882 eröffnet, im Zweiten Weltkrieg zerstört

Das Hauptbad war ein zentrales Hallenschwimmbad im Essener Stadtkern. Es galt als größte Schwimmeinrichtung der Stadt und wurde am 30. Dezember 2015 geschlossen.

## Erste Badeanstalt
Die erste Badeanstalt an dieser Stelle, der damals so genannten Steeler Chaussee, wurde 1882 eröffnet. Damit war dieses öffentliche Bad in Essen das zehnte in Deutschland. Auf der Weltausstellung Brüssel 1897, also 15 Jahre nach Eröffnung, wurde die Stadt Essen für die ausgestellten Pläne dieser Badeanstalt mit einer goldenen Medaille ausgezeichnet. Bis 1924 fanden einige Umbauten und Erweiterungen statt, das Hauptbecken besaß in der Mitte einen Springbrunnen. Im Zweiten Weltkrieg wurde das Bad während der Luftangriffe auf das Ruhrgebiet zerstört.

## Das Hauptbad
Das Schwimmbad im Stil der Nachkriegsmoderne wurde ab 1954 errichtet und im Juli 1958 eröffnet. Federführend war der Architekt Peter Friedrich Schneider, weitere mitwirkende Architekten waren M. Kratzel, K. D. Lüthgen und K. A. Welp.
Das LVR-Amt für Denkmalpflege im Rheinland entschied am 22. Februar 2013, dass das Hauptbad nicht unter Denkmalschutz gestellt wird. Begründet wurde die Entscheidung mit zahlreichen baulichen Veränderungen im Laufe der Zeit, auch wenn ein durch die Stadt in Auftrag gegebenes Gutachten der 1990er Jahre das Bad als bedeutendstes Beispiel des Bäderbaus der Nachkriegszeit bezeichnet hatte. Beispielsweise ist die ursprüngliche Gestalt und Funktion der Eingangsfront nicht mehr vorhanden. Allerdings hatte das LVR-Amt für das 1964–1967 erbaute Badezentrum Krefeld – eine architektonische Weiterentwicklung des Essener Hauptbads – bereits 1999 trotz der damals schon erfolgten und wesentlich gravierenderen Umbaumaßnahmen das denkmalrechtliche Erlaubnisverfahren eingeleitet. Das Krefelder Bad, das ebenfalls von Peter Friedrich Schneider stammt, ist mittlerweile rechtskräftiges Denkmal.

### Ausstattung
Das Hauptbad verfügte über ein 15 Meter breites und 1,90 bis 4,50 Meter tiefes Sportbecken mit sechs 25-Meter-Bahnen, an dessen Ende sich ein Sprungturm mit 1-, 3-, 5- und 7,5-Meter-Brett anschloss. Seitlich des Sportbeckens bot eine Zuschauertribüne rund 650 Besuchern Platz. Räumlich erhöht lag ein 12,5 Meter breites Mehrzweckbecken mit fünf 25-Meter-Bahnen. Zwischen beiden befand sich dazu noch ein Nichtschwimmerbecken mit 1,2 Metern Wassertiefe.
Diese drei Becken waren in einem leichten Bogen angeordnet, an dessen Innenseite die im Jahr 2000 vorgebaute und architektonisch neugestaltete Glasfassade rund 100 Quadratmeter mehr Raum bot. Dieses Glasband sorgte auf einer Länge von 61 Metern für gute Lichtdurchflutung. Im Jahr 2000 wurden ebenfalls die Stahlträger der Fassade saniert. Im Schwimmbereich gab es erhöht eine Milchbar mit Sicht auf alle Becken.
Das Bad war mit einer elektroakustischen Anlage mit Kabinen für Rundfunkübertragungen und mit Unterwasserfenstern für Fernsehübertragungen ausgestattet. Bis in die 1980er Jahre wurde das Wasser mit einer Kohlefeuerung erwärmt. Gute Wasserqualität wurde bis zuletzt dadurch erreicht, dass das Wasser in der alten Filteranlage durch ein Kiesbett floss, was jedoch die Umwälzleistung schmälerte.

### Nutzung
Das Hauptbad wurde neben dem Öffentlichkeitsschwimmen insbesondere intensiv für Schul- und Vereinssport genutzt. Es war ebenfalls mehrfach Austragungsort der Deutschen Kurzbahnmeisterschaften und mehrfacher Austragungsort für die Abschlussprüfung für den Beruf Fachangestellte für Bäderbetriebe. Seit 1991 befand sich im Gebäude des Hauptbads der Sitz des Essener Sportbunds e. V.

### Schließung und Abriss
Ein Bädergutachten des Bundesfachverbandes Öffentliche Bäder hatte das Essener Hauptbad Anfang 2008 als marode eingestuft. Es wurden 13,8 Millionen Euro Sanierungskosten veranschlagt.
Am 30. Dezember 2015 wurde das Hauptbad endgültig geschlossen. Zum Abschied war es vom 28. bis 30. Dezember noch einmal geöffnet, wobei der Eintritt einen Euro kostete und dabei täglich einmal eine Führung durch die Technikräume angeboten wurde. Als Hauptbad-Ersatz wurde am 4. Januar 2016 das Sportbad am Thurmfeld eröffnet.
Das Personal des Hauptbads wechselte in das neue Sportbad am Thurmfeld. Der Essener Sportbund e. V. bezog seinen Sitz an der Planckstraße. Die Kindertagesstätte blieb im Gebäude, bis für sie ein neuer Standort gefunden wurde. Daher war ein Abriss des Gebäudekomplexes zunächst noch nicht möglich und die Stadt Essen musste ihn weiter unterhalten.
Der Abbruch des Hauptbads wurde schließlich durch den Rat der Stadt Essen im September 2019 beschlossen. Geplant war, das Gebäude ab Mitte 2021 abzureißen. Die Niederlegung des Gebäudekomplexes (Hauptbad und Jobcenter) wurde ab November 2022 durchgeführt. An seiner Stelle sollte ein sogenanntes Bürger-Rathaus entstehen. Nach dem Entschluss das Projekt aufgrund der gestiegenen Kosten einzustellen ist jetzt ein kleineres Projekt unter dem Arbeitstitel „Verwaltungscampus Steeler Tor“ an gleicher Stelle in Planung.